# Branta hutchinsii
La barnacla de Hutchins, ganso canadiense menoro  barnacla canadiense chica (Branta hutchinsii) es una especie de ave anseriforme de la familia de las anátidas (Anatidae), endémica de América del Norte.

## Distribución y hábitat
Esta especie es nativa de América del Norte. Se reproduce en el norte de Canadá y Alaska, su hábitat es una variedad de tundra. Sin embargo, los nidos suelen estar situados en una zonas elevadas, cerca del agua.  
Como la mayoría de los gansos es naturalmente migratorio, el rango de invernada abarca la mayor parte de los Estados Unidos, el oeste de Canadá y el norte de México, llegado en ocasiones hasta el oeste de Europa.  También se encuentra en ocasiones en la península de Kamchatka, en el este de Siberia, el este de China y en todo Japón.